# Lazar Ćirović
Lazar Ćirović (ur. 26 lutego 1992 w Kragujevacu) – serbski siatkarz, reprezentant kraju, grający na pozycji przyjmującego.

## Sukcesy klubowe
Liga serbska:
- 2010,
- 2012, 2013

Puchar Czarnogóry:
- 2015

Liga czarnogórska:
- 2015

Liga grecka:
- 2017

Liga emiracka:
- 2021

Liga belgijska:
- 2022

Liga chińska:
- 2025[4]

## Sukcesy reprezentacyjne
Mistrzostwa Europy:
- 2019